# 대한약학대학학생협회
대한약학대학학생협회(Korean Pharmacy Students' Association, KPSA), 약칭 약대협은 대한민국의 약학대학 학생들의 대표기구다.

## 연혁
1973년까지 전약련과 비슷한 성격의 모임이 존재하였고, 1985년도부터 전약련의 구성이 제기되기 시작하였다. 1986년 2월 전약련의 발족 준비에 들어가, 9월 7일에 창립식을 준비하였으나 독재정권의 탄압과 저지로 무산되었다. 결국 이듬해인 1987년 1월 10일 전약련을 결성하였다. 1991년에는 현재 전약협의 뿌리가 된 “전국약학대학학생회대표자협의회”로 개칭하였으며 1994년에 “전국약학대학학생회협의회”로 다시 개칭하였다. 그리고 2015년 8월에 개회한 전체대표자회의를 통해 현재의 "전국약학대학학생협회"로 개칭하였다.

### 역대 회장(의장)
- 1991년 1기 의장: 박정일 (서울대학교 약학대학 학생회장)
- 1992년 2기 의장 : 채주병 (경희대학교 약학대학 학생회장)
- 1993년 3기 의장 : 최옥현 (중앙대학교 약학대학 학생회장)
- 1994년 4기 의장 : 최희철 (성균관대학교 약학대학 학생회장)
- 1995년 5기 의장 : 유태혁 (경희대학교 약학대학 학생회장)
- 1996년 6기 의장 : 정동만 (중앙대학교 약학대학 학생회장)
- 1997년 7기 의장 : 오한석 (경희대학교 약학대학 학생회장)
- 1998년 8기 의장 : 김훈 (우석대학교 약학대학 학생회장)
- 1999년 9기 의장 : 이태원 (우석대학교 약학대학 학생회장)
- 2000년 10기 의장 : 황재영 (경성대학교 약학대학 학생회장)
- 2001년 11기 의장: 김승주 (영남대학교 약학대학 학생회장)
- 2002년 12기 의장: 민영기 (조선대학교 약학대학 학생회장)
- 2003년 13기 의장: 허성지 (우석대학교 약학대학 학생회장)
- 2004년 14기 의장: 최우성 (대구가톨릭대학교 약학대학 학생회장)
- 2005년 15기 의장: 박준성 (충남대학교 약학대학 학생회장)
- 2006년 16기 의장: 최창순 (성균관대학교 약학대학 학생회장)
- 2007년 17기 의장: 이수정 (이화여자대학교 약학대학 학생회장)
- 2008년 18기 의장: 한주성 (서울대학교 약학대학 학생회장)
- 2009년 19기 의장: 김병주 (조선대학교 약학대학 학생회장)
- 2010년 20기 의장: 정수연 (제 49대 숙명여자대학교 약학대학 학생회장)
- 2011년 21기 의장: 송인호 (제 27대 충남대학교 약학대학 학생회장)[1] / 최용한 (비대위원장, 제 23대 강원대학교 약학대학 학생회장)[2]
- 2012년 22기 의장: 박수훈 (제 1,2대 차의과학대학교 약학대학 학생회장)[3][4]
- 2013년 23기 의장: 김상찬 (제 49대 원광대학교 약학대학 학생회장)
- 2014년 24기 의장: 박현숙 (제 26대 동덕여자대학교 약학대학 학생회장)
- 2015년 25기 회장: 이화진 (제 26대 강원대학교 약학대학 학생회장)
- 2016년 26기 회장: 양태희 (제 31대 충남대학교 약학대학 학생회장)
- 2017년 27기 회장: 박명훈 (제 28대 강원대학교 약학대학 학생회장)
- 2018년 28기 협회장: 김용현 (제 6대 단국대학교 약학대학 학생회장)
- 2019년 29기 협회장: 최성욱 (제 34대 충북대학교 약학대학 학생회장)
- 2020년 30기 협회장: 송현규 (제 31대 강원대학교 약학대학 학생회장)
- 2022년 32기 협회장: 여인준 (제 35대 조선대학교 약학대학 학생회장)
- 2023년 33기 협회장: 지수인 (제 35대 동덕여자대학교 약학대학 학생회장)
- 2024년 34기 협회장: 문현빈 (제 13대 가천대학교 약학대학 학생회장)
- 2025년 35기 협회장: 조희수 (제 14대 한양대학교 약학대학 학생회장)

## 가입대학
현재 대한민국에 설치된 37개의 약학대학이 모두 가입되어 있다.
- 가천대학교 약학대학
- 가톨릭대학교 약학대학
- 강원대학교 약학대학
- 경북대학교 약학대학
- 경상대학교 약학대학
- 경성대학교 약학대학
- 경희대학교 약학대학
- 계명대학교 약학대학
- 고려대학교 약학대학
- 단국대학교 약학대학
- 대구가톨릭대학교 약학대학
- 덕성여자대학교 약학대학
- 동국대학교 약학대학
- 동덕여자대학교 약학대학
- 목포대학교 약학대학
- 부산대학교 약학대학
- 삼육대학교 약학대학
- 서울대학교 약학대학
- 성균관대학교 약학대학
- 숙명여자대학교 약학대학
- 순천대학교 약학대학
- 아주대학교 약학대학
- 연세대학교 약학대학
- 영남대학교 약학대학
- 우석대학교 약학대학
- 원광대학교 약학대학
- 이화여자대학교 약학대학
- 인제대학교 약학대학
- 전남대학교 약학대학
- 전북대학교 약학대학[5]
- 제주대학교 약학대학[5]
- 조선대학교 약학대학
- 중앙대학교 약학대학
- 차의과학대학교 약학대학
- 충남대학교 약학대학
- 충북대학교 약학대학
- 한양대학교 약학대학

## 규모
전약협 회칙에 따라 전약협에 가입된 약학대학의 재학생은 모두 전약협의 회원이므로, 전국 37개 약학대학의 약 11,000여명 약대생을 회원으로 보유하고 있다.